# Liste de journaux au Canada
 (juillet 2020).
Si vous disposez d'ouvrages ou d'articles de référence ou si vous connaissez des sites web de qualité traitant du thème abordé ici, merci de compléter l'article en donnant les références utiles à sa vérifiabilité et en les liant à la section « Notes et références ».
Voici une liste de journaux au Canada :

## Journaux nationaux en français
- Radio-Canada ICI[1] (sur le web)
- Francopresse (sur le web)

## Journaux nationaux enanglais
- The Globe and Mail
- National Post
- People's Voice

## Journaux régionaux et locaux

### Alberta
- Calgary Herald
- Calgary Sun (tabloid)
- Edmonton Journal
- Edmonton Sun (tabloid)
- Lethbridge Herald
- Medicine Hat News
- Red Deer Advocate
- Le Franco, le seul journal francophone de la province

### Colombie-Britannique
- The Daily Courier (Kelowna)
- Kamloops Daily News
- L'Express du Pacifique [1998-2011][2]
- Prince George Citizen
- The Province (Vancouver, tabloid)
- The Vancouver Sun
- Victoria Times-Colonist
- La Source, le seul journal francophone de la province

### Manitoba
- Winnipeg Free Press
- Winnipeg Sun (tabloid)

### Nouveau-Brunswick
- L'Acadie nouvelle (Caraquet, Acadien)
- The Daily Gleaner (Fredericton)
- Telegraph-Journal (Saint-Jean)
- Times & Transcript (Moncton)

### Terre-Neuve-et-Labrador
- The Telegram (Saint-Jean)
- Le Gaboteur, le seul journal francophone de la province

### Nouvelle-Écosse
- Cape Breton Post
- The Chronicle Herald (Halifax)
- The Daily News (Halifax)
- The Mail-Star (Halifax)
- Truro Daily News
- The Detroit News (New Glasgow)
- Le Courrier de la Nouvelle-Écosse (acadien)

### Ontario
- Barrie - Barrie Examiner
- Belleville - Belleville Intelligencer
- Brantford - Brantford Expositor
- Brockville - Brockville Recorder and Times
- Chatham-Kent - Chatham Daily News
- Cobourg - Cobourg Daily Star
- Cornwall - Cornwall Standard-Freeholder
- Grand-Sudbury - Sudbury Star
- Guelph - Guelph Mercury
- Hamilton - Hamilton Spectator
- Kawartha Lakes - Lindsay Daily Post
- Kenora - Kenora Daily Miner
- Kingston - Kingston Whig-Standard
- Kitchener - Kitchener-Waterloo Record
- London - London Free Press
- Niagara Falls - Niagara Falls Review
- North Bay - North Bay Nugget
- Orillia - Orillia Packet and Times
- Ottawa - Ottawa Citizen
- Ottawa - Le Droit (Franco-ontarien)
- Ottawa - Ottawa Sun
- Owen Sound - Owen Sound Sun Times
- Pembroke - Pembroke Daily Observer
- Peterborough - The Peterborough Examiner
- Port Hope - Port Hope Evening Guide
- Saint Catharines - St. Catharines Standard
- Sarnia - Sarnia Observer
- Sault-Sainte-Marie - Sault Star
- Stratford - Stratford Beacon-Herald
- Sudbury - Le Voyageur
- Thunder Bay - Thunder Bay Chronicle-Journal
- Timmins - Timmins Daily Press
- Toronto - Toronto Star
- Toronto - Toronto Sun
- Welland - Welland Tribune
- Windsor - Windsor Star

### Île-du-Prince-Édouard
- The Guardian (Charlottetown)
- The Journal Pioneer (Summerside)
- La Voix Acandienne, le seul journal francophone de la province

### Québec
Pour plus d'information sur les médias au Québec Médias au Québec.
- Granby - La Voix de l'Est
- Montréal - Le Devoir
- Montréal - Le Journal de Montréal
- Montréal - Montreal Gazette
- Montréal - La Presse
- Montréal - Le Délit français
- Montréal - Maudits Français
- Québec - Huffington Post Québec
- Québec - Le Journal de Québec
- Québec - Le Soleil
- Québec -  InfoBref
- Québec - The Quebec Chronicle-Telegraph
- Saguenay - Le Quotidien Le Progrès
- Sherbrooke - La Tribune
- Sherbrooke - The Record
- Terrebonne - La Revue de Terrebonne
- Trois-Rivières - Le Nouvelliste

### Saskatchewan
- The Leader-Post (Regina)
- Star-Phoenix (Saskatoon)
- Prince Albert Daily Herald
- L'eau Vive, le seul journal francophone de la province

## Hebdomadaires régionaux et locaux

### Alberta
- Le Franco
- Calgary - FFWD

### Colombie-Britannique
- The Courier
- Terminal City Weekly
- Vancouver - Georgia Straight
- Victoria - Monday Magazine
- Westender

### Manitoba
- La Liberté[3]

### Nouveau-Brunswick
- Bugle-Observer - Woodstock, NB/Hartland (Bi-Hebdomadaire)
- St. Croix Courier - St. Stephen, NB

### Terre-Neuve-et-Labrador
- Le Gaboteur

### Nouvelle-Écosse
- Pictou - Pictou Advocate

### Ontario
- Ajax - Ajax News Advertiser
- Alexandria - Glengarry News
- Alliston - Alliston Herald
- Almonte - Almonte Gazette
- Amherstburg - Amherstburg Echo
- Arnprior - Arnprior Chronicle-Guide
- Arnprior - Arnprior Weekender News
- Arnprior - West Carleton Review
- Arthur - Arthur Enterprise News
- Atikokan - Atikokan Progress
- Aylmer - Aylmer Express
- Ayr - Ayr News
- Bancroft - Bancroft This Week
- Bancroft - Bancroft Times and North Hastings Advertiser
- Barrie - Barrie Advance
- Barry's Bay - Barry's Bay This Week
- Beamsville - Lincoln Post Express
- Beaverton - Brock Citizen
- Beeton - Beeton Record Sentinel
- Belle River - North Essex News
- Brighton - Brighton Gazette
- Chesley - Chesley Enterprise
- Colborne - Colborne Chronicle
- Collingwood - Collingwood Enterprise-Bulletin
- Dresden - Dresden-North Kent Leader
- Dunnville - Dunnville Chronicle
- Durham - Durham Chronicle
- Elliot Lake - Elliot Lake Standard
- Espanola - Mid-North Monitor
- Fort Erie - Fort Erie Times
- Greater Napanee - Napanee Guide
- Grand Sudbury - Northern Life
- Grand Sudbury - Le Voyageur (Franco-ontarien)
- Grimsby - Grimsby Lincoln Independent
- Haliburton - Haliburton County Echo
- Hanover - Hanover Post
- Innisfil - Innisfil Scope
- King - King Sentinel
- Kingston - Kingston This Week
- Kirkland Lake - Kirkland Lake Northern News
- Markdale - Markdale Standard
- Midland - Midland Free Press
- Minden - Minden Times
- Niagara-on-the-Lake - Niagara Advance
- Niagara Falls - Niagara News
- Ottawa - Nepean This Week
- Ottawa - Ottawa XPress
- Ottawa - To Be
- Ottawa - Capital Xtra!
- Pelham - Pelham News
- Pembroke - Pembroke News
- Petawawa - Petawawa News
- Petrolia - Petrolia Topic
- Prince Edward County - Picton County Weekly News
- Prince Edward County - Prince Edward Free Press
- Sault-Sainte-Marie - Sault Ste. Marie This Week
- Toronto - L'Express de Toronto (Franco-ontarien)
- Toronto - Eye
- Toronto - Now
- Toronto - Xtra!
- Tottenham - Tottenham Times
- Trenton - Trenton Trentonian
- Wallaceburg - Wallaceburg News
- Woodbridge - Woodbridge Advertiser

### Québec
Liste des hebdomadaires québécois en publication courante.
- Alma - Le Lac-St-Jean
- Amqui - L'Avant-Poste
- Baie-Comeau - Le Manic
- Baie-Saint-Paul - Le Charlevoisien
- Beloeil - L’Information d'Affaires Rive-Sud
- Berthier - La Gazette de Berthier
- Berthierville - L'Action D'Autray
- Boucherville - La Relève
- Brossard - Brossard éclair
- Chambly - Le Journal de Chambly
- Châteauguay - Le Soleil de Châteauguay
- Coaticook - Le Progrès de Coaticook
- Cowansville - L'Avenir et des Rivières
- Cowansville - Le Guide de Cowansville
- Delson - Le Reflet
- Dolbeau-Mistassini - Le Nouvelles Hebdo
- Farnham - L'Avenir & Des rivières
- Forestville - Journal Haute Côte Nord
- Gaspé - L'Écho de La Baie
- Gaspé - Gaspésie nouvelles
- Gaspé - Le Havre
- Gaspé - Le Pharillon
- Gatineau - Le bulletin
- Gatineau - La Revue
- Gatineau - Le gatineau express
- Granby - La Voix de l’Est
- Granby - Le Granby Express
- Granby - Le plus
- Joliette - L’Action D’Autray
- Joliette - L'Action
- Joliette - Connexions affaires Lanaudière
- Joliette - L'Express Montcalm
- Joliette - Le Journal de Joliette
- Lac Etchemin - La Voix du sud
- Lachute - L’Argenteuil
- La Tuque - L'Écho de La Tuque
- Laval - Courrier Laval du mercredi
- Longueuil - Le Courrier du Sud
- Longueuil - Point Sud
- Louiseville - L'Écho de Maskinongé
- Lotbinière - Le Peuple
- Magog - Le Reflet de Lac
- Magog - Le Journal de Magog
- Maniwaki - La gatineau
- Matane - L'Avant-Poste
- Matane - L'Avantage gaspésien
- Montebello - Journal Les Deux vallées
- Montréal - L'Aut'Journal
- Montréal - L'Autre Voix
- Montréal - Avenir de l'Est
- Montréal - Cités nouvelles
- Montréal - Courrier Ahuntsic
- Montréal - Courrier Bordeaux-Cartierville
- Montréal - District
- Montréal - Flambeau de l'Est
- Montréal - Guide de Montréal-Nord
- Montréal - IDS/Verdun Hebdo
- Montréal - Informateur de Rivière-des-Prairies
- Montréal - L'Initiative
- Montréal - Le Journal de Rosemont
- Montréal - Messager Lachine-Dorval
- Montréal - Messager Lasalle
- Montréal - Montreal Times
- Montréal - Les Nouvelles Saint-Laurent News
- Montréal - Le Plateau Mont-Royal
- Montréal - Progrès Saint-Léonard
- Montréal - Quartier V
- Montréal - Voir
- Montréal - Voix pop sud ouest (bimensuel)
- Montréal - Québec Noticias
- Montmagny - L'Oie blanche : Côte-du-Sud
- Mont Tremblant - L'Information du Nord
- MRC de Lac-Saint-Jean-Est - Journal Le Lac St-Jean
- MRC du Domaine-du-Roy - L'Étoile du Lac
- MRC Les Moulins (Terrebonne et Mascouche) - La Revue de Terrebonne
- Napierville - Coup d'oeil
- New Richmond - Chaleurs nouvelles
- Piedmont - Accès, Le journal des Pays-d'en-Haut
- Pierreville - L'Annonceur
- Plessisville - L'Avenir de l'Érable
- Prévost - Journal des citoyens
- Québec - L'Actuel
- Québec - L'Appel
- Québec - Beauport Express
- Québec - Droit de parole
- Québec - Les Immigrants de la Capitale
- Québec - Charlesbourg Express
- Québec - L'Écho du Lac
- Québec - Les Immigrants de la Capitale
- Québec - Le Jacques-Cartier
- Québec - Le Journal de Cap-Rouge/Saint-Augustin-de-Desmaures
- Québec - Le Journal de L'Ancienne-Lorette/Val-Bélair/Shannon
- Québec - Le Journal de Sainte-Foy
- Québec - Le Journal des Rivières
- Québec - Journal économique de Québec
- Québec - The Quebec Chronicle-Telegraph
- Québec - Le Québec Express
- Québec - Quebec Hebdo
- Québec - Le Soleil en bus
- Québec - Voir
- Repentigny - Hebdo Rive Nord
- Rimouski - L'Avantage votre journal
- Rivière-du-Loup - Info-Dimanche
- Roberval - L'Étoile du Lac
- Rouyn-Noranda - Le Citoyen Rouyn La Sarre
- Saint-André-Avellin - La Petite-Nation
- Saint-Basile-le-Grand - Le Journal de Saint-Basile
- Saint-Bruno-de-Montarville - Le journal de Saint-Bruno
- Saint-Bruno-de-Montarville - Les Versants
- Saint-Eustache - La Concorde
- Saint-Eustache - L'Éveil
- Saint-Eustache - Nordinfo.com
- Saint-Georges - L'Éclaireur Progrès
- Saint-George - Hebdo régional
- Saint-Jacques-le-Mineur - Coup d'oeil
- Saint-Jean-sur-Richelieu - Le Canada français
- Saint-Jean-sur-Richelieu - Le Richelieu
- Saint-Jérôme - Journal Infos Laurentides
- Saint-Jérôme - Le Nord : votre accès à l'information
- Saint-Lin-Laurentides - L'Express Montcalm
- Saint-Pascal - Le Placoteux
- Saint-Sauveur - Le Journal des Pays-d'en-Haut La Vallée
- Sainte-Agathe-des-Monts - L'Information du Nord – Sainte-Agathe
- Sainte-Anne-de-Beaupré - L'Autre Voix
- Sainte-Marie - Beauce Média
- Sainte-Marie - Édition Beauce-Nord
- Sainte-Thérèse - Nord Info
- Sainte-Thérèse - La Voix des Mille-Îles
- Sept-îles - Le Nord-Côtier
- Shawinigan - L'Hebdo du St-Maurice
- Sorel-Tracy (région) - Les Deux Rives
- Terrebonne - La Revue
- Thetford Mines - Courrier Frontenac
- Trois-Rivières - Le Courrier Sud
- Trois-Rivières - L'Écho de Maskinongé
- Trois-Rivières - Le Nouvelliste
- Trois-Rivières - L'Hebdo Journal
- Val d'Or - Le Citoyen Val-d'Or Amos
- Vallée de la Rouge - L'Information du Nord – Vallée de la Rouge
- Vaudreuil-Dorion - L’Étoile
- Vaudreuil-Soulanges - Première Édition
- Victoriaville - L'Avenir de l'Érable
- Victoriaville - L'Écho de Victoriaville
- Victoriaville - La Nouvelle Union
- Victoriaville - La Nouvelle Union weekend
- Ville-Marie - Le Reflet témiscamien
- Windsor - L'Étincelle

## Journaux historiques[4]

### Alberta[5]
- L’Avenir (inclut ‘Premier pas’ et ‘Voix de l’éther’) (1932-1933): voir la bibliothèque de l'Université de l'Alberta[6]
- Le Canadien français (1915-1918): organe de la Société St Jean-Baptiste d'Edmonton et de tous les canadiens de langue française de l'Alberta, voir la bibliothèque à l'Université de l'Alberta[7]
- Le Courrier de l'ouest (1905-1916): accessible par Peel's Prairie Provinces
- L'Étoile de St-Albert (1912-1914): accessible par Peel's Prairie Provinces
- Le Franco (1979-): accessible par Peel's Prairie Provinces
- Le Franco-Albertain (1967-1979):  accessible par Peel's Prairie Provinces
- L'Ouest canadien (1898, 1911):
- Le Progrès/Le Progrès albertain (1909-1915): accessible par Internet Archive
- La Survivance (1928-1967): accessible par Peel's Prairie Provinces
- La Survivance des jeunes (1937-1940): accessible par Internet Archive
- L'Union (1917-1929): accessible par Peel's Prairie Provinces et Internet Archive

### Colombie-Britannique
- Le Soleil de Colombie (1968-1998): accessible SFU Digitized Newspapers

### Manitoba
- Le Courrier du Nord-Ouest (1888): accessible par Manitobia
- L'Écho du Manitoba 1898-1905): accessible par Manitobia
- La Liberté (1913-1941): accessible par Peel's Prairie Provinces
- La Liberté & Le Patriote (1941-1971): accessible par Peel's Prairie Provinces
- La Liberté (1971-): accessible par Peel's Prairie Provinces
- Libre Parole (1916-1917): accessible par Manitobia
- Le Manitoba (18850-1925): accessible par Internet Archive
- Le Métis (1871-1881): accessible par Peel's Prairie Provinces

### Ontario
- The Provincial Freeman, publié de 1853 à 1857.

### Saskatchewan
- Le Patriote de l'Ouest (1919-1941): accessible par Peel's Prairie Provinces (1919-1932) et Internet Archive (1932-1941)